# LSF Münster
Die Laufsportfreunde Münster e.V. sind ein deutscher Sportverein aus Münster, Nordrhein-Westfalen. Der Verein ist vor allem auf Langstreckenlauf, insbesondere Halbmarathons und Marathons spezialisiert.

## Geschichte
Am 8. März 1988 wurde der Verein mit Horst Helmerich als erster Vorsitzender gegründet. 1991 nahmen sechs Mitglieder des Vereins erstmals an den Deutschen Meisterschaften teil.
Stand 2024 hat er ungefähr 700 Mitglieder. Im März 2024 richtete der Verein außerdem seinen 26. Straßenlauf aus.

## Erfolge
Herren
2017 wurde die Marathon-Mannschaft der Männer Dritte. 2018 gewannen die Männer in der Marathons-Mannschaftswertung die Silbermedaille. Ein Jahr später gewannen die Männer in dieser Kategorie die Bronzemedaille.
Damen
1999 wurden die Frauen Dritte bei der Mannschaftswertung des 100-km-Straßenlaufs. 2003 gewannen die Frauen die Bronzemedaille in der Marathon-Mannschaftswertung. 2023 wurde der Verein deutscher Meister in der Mannschaftswertung der Frauen im Marathon. 2024 wurden sie Zweite der Mannschaftswertung.